# Nobutaka Tanaka
Nobutaka Tanaka (jap. 田中 信孝, Tanaka Nobutaka; * 10. Juni 1971 in der Präfektur Saitama) ist ein ehemaliger japanischer Fußballspieler.

## Karriere
Tanaka erlernte das Fußballspielen in der Schulmannschaft der Bunan High School und der Universitätsmannschaft der Landwirtschaftsuniversität Tokio. Seinen ersten Vertrag unterschrieb er 1994 bei Kashiwa Reysol. Der Verein spielte in der zweithöchsten Liga des Landes, der Japan Football League. 1994 wurde er mit dem Verein Vizemeister der Japan Football League und stieg in die J1 League auf. Für den Verein absolvierte er 28 Erstligaspiele. 1996 wechselte er zum Zweitligisten Brummel Sendai. Ende 1997 beendete er seine Karriere als Fußballspieler.